# 2009年地中海移民海难

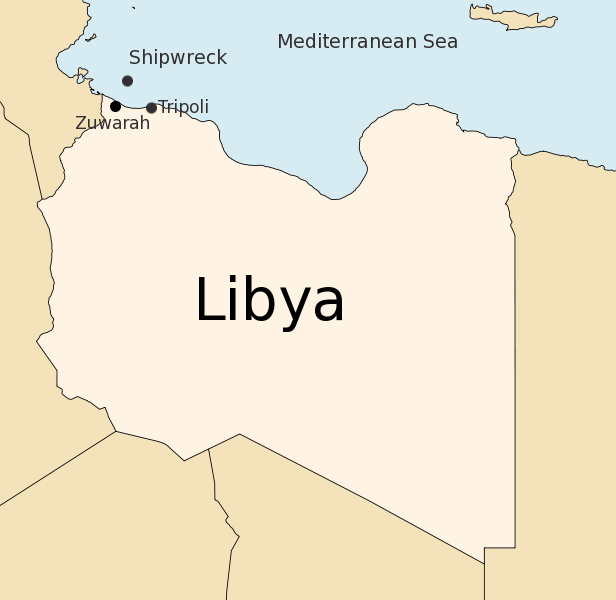
海难位置图

2009年3月27日，至少有一艘运送从利比亚到意大利的移民的船倾覆了。据信，这艘船载有250名来自埃及、突尼斯、巴勒斯坦和尼日利亚的移民。意大利和利比亚海军的救援行动从船上救出了21名幸存者，并打捞了21具尸体。在救援工作被取消之前，另外77具尸体随后被冲上利比亚海岸。另外两艘船只也在利比亚和意大利之间失踪，其中大约有250人。3月29日，一艘载有350人的第四艘船在同一海域被意大利商船救起。

## 确认船只沉没
利比亚当局证实有一艘船只倾覆。这是一艘法定容量50人的木制渔船，正试图从利比亚过境到意大利，同时携带大约250名移民。这艘船从的黎波里附近的Sidi Bilal出发，幸存者说它在那里已经处于一个很糟糕的状态，而且可能船底穿孔。这艘船被认为在2009年3月27日在大风和海浪中，于利比亚海岸30英里（48）处倾覆。3月29日，利比亚海军、意大利海军和当地渔船进行了一次搜寻和救援行动，救出了21人，另外打捞起23具尸体。死者中有至少10名埃及人和10名冈比亚人，还有突尼斯人、巴勒斯坦人和尼日利亚人。获救的人被送回的黎波里，17人被送往医院接受治疗。另外77具尸体被冲到的黎波里以西的海滩上，包括Sebrata，在3月31日同一天，搜索和救援工作被取消，利比亚当局也将新闻公之于众。其余乘客被列为失踪人员，推测死亡。

## 其他船只
第二艘船，类似的另外一艘载有350人的船只倾覆，于3月29日同一海域的一个石油平台附近被发现后，被一艘意大利商船获救。随后几周，两艘类似的船只抵达意大利，另外两艘仍然失踪，离开了利比亚，但从未抵达意大利。两国的海岸警卫队继续搜寻最后两艘船。这艘翻沉的船和两艘失踪的船只被认为至少载有500人，其中200人是尼日利亚人。
走私季节通常从4月到10月，但走私船在2008-09年的冬季一直在航行，这给走私活动带来了恶劣的天气。

## 反应
除了搜寻行动外，意大利和利比亚海军同意于2009年5月开始在两国之间展开联合巡逻，以阻止偷渡人员的行动。